# Leszek Ciuka
Leszek Ciuka (ur. 10 września 1945 w Buku) – polski pięściarz, medalista mistrzostw kraju, uczestnik mistrzostw Europy.
W lipcu 1964 roku w Bydgoszczy wziął udział w mistrzostwach kraju w kategorii 67 kg, przegrywając w pierwszej rundzie z Waldemarem Kowalskim. Pod koniec maja 1965 był reprezentantem Polski na mistrzostwach Europy w Berlinie. W eliminacjach zwyciężył Holendra Hermana Schregardusa, w ćwierćfinale został pokonany przez utytułowanego Ričardasa Tamulisa, kończąc tym samym swój udział w turnieju na miejscach 5–8.
W październiku 1967 roku w Łodzi dotarł do ćwierćfinału mistrzostw Polski kategorii 71 kg, w którym został pokonany przez Wiesława Rudkowskiego. Trzy lata później w Opolu wywalczył swój jedyny medal krajowego czempionatu. W eliminacjach zwyciężył Józefa Łukasza, następnie wygrał z Janem Kaczorowskim. W półfinale pokonał Ryszarda Kozbera, natomiast w decydującym o złotym medalu pojedynku przegrał z Wiesławem Rudkowskim.
Był wychowankiem i zawodnikiem Gwardii Wrocław. Reprezentował również barwy Błękitnych Kielce.
W 1970 r. urodził mu się pierwszy syn. W sumie doczekał się trójki dzieci.
Po zakończeniu kariery sportowej występował w filmach, m.in. "Sezon na leszcza" w reżyserii Bogusława Lindy i w serialu "Na kłopoty Bednarski"-(odc. 7) w reżyserii Pawła Pitery.